# Style scandinave de sculpture sur bois sur surface plane

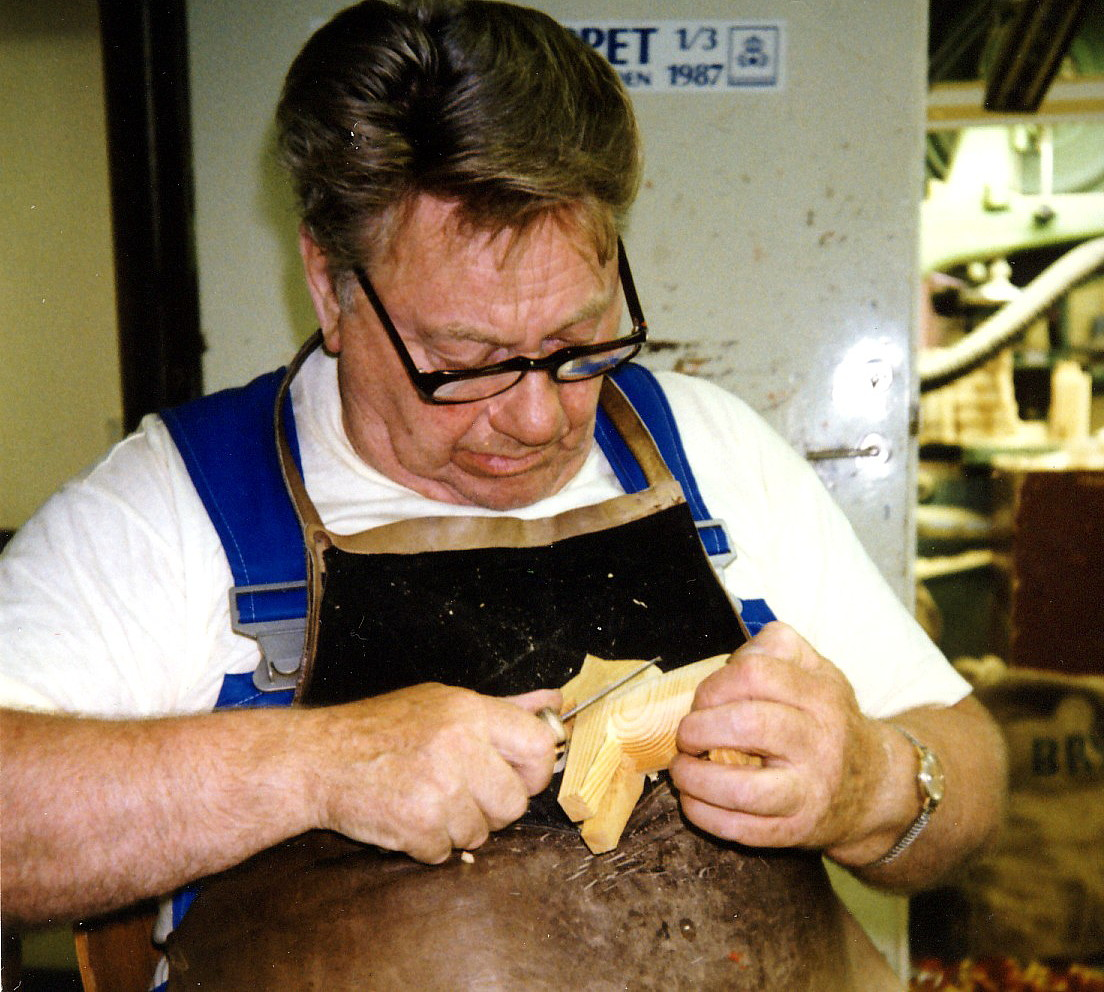
Production de chevaux Dala

Le style scandinave de sculpture sur bois sur surface plane est une technique de sculpture sur bois provenant de Scandinavie. Les sculptures sont sculptées sur de larges surfaces planes en bois, avec comme seul outil un couteau de sculpteur. Les marques du couteau sont laissées brutes, sans ponçage. Le Suédo-Américain Emil Janel (en), Axel Robert Petersson ou C.O. Trygg sont considérés comme les meilleurs dans ce domaine. 
Ce style de sculpture apparut entre la fin du XIXe siècle et le début du XXe en Scandinavie. On sculptait principalement des personnages quotidiens tels que des fermiers ou des paysans. De nos jours, ce style de sculpture sur bois a pratiquement disparu des pays scandinaves, ne devant sa renommée qu'aux sculpteurs étrangers (et notamment américains) que sont Harley Refsal, Mike Bloomquist ou Mike Shipley. En Norvège, le style fut de nouveau introduit par Harley Refsal (lui-même d'origine norvégienne), car il disparut complètement après la Seconde Guerre mondiale, avec de nombreuses conférences, démonstrations. Il reçut du roi Harald V de Norvège la médaille Ordre de Saint-Olaf.